# Peter Gabriel (album de 1977)
Pour la liste des trois autres albums homonymes de Peter Gabriel, voir Peter Gabriel (homonymie) 
Albums de Peter Gabriel
Peter Gabriel
(1978)
Singles
1. Solsbury Hill
Sortie : avril 1977
2. Modern Love
Sortie : 1977

Peter Gabriel, aussi appelé Peter Gabriel: Car, est le premier album solo homonyme de l'ex-chanteur de Genesis. Il est sorti le 25 février 1977 sur le label Charisma et a été produit par Bob Ezrin.

## Historique
Résultat des tensions que vivent les membres de Genesis, Peter Gabriel annonce, avant la tournée The Lamb Lies Down on Broadway, qu'il quitte le groupe mais il fera tout de même celle-ci. Il enregistre son premier album solo entre juillet 1976 et janvier 1977 en partie au Canada dans les studios The Soundstage de Toronto et en partie à Londres dans les studios Olympic et Morgan. Celui-ci sort le 25 février 1977 sur Charisma Records, le même label de son ancien groupe.
L'album est produit par Bob Ezrin, qui a notamment produit des albums d'Alice Cooper, Dr. John et Lou Reed. Outre Ezrin, Peter s'entoure d'une équipe de musiciens issus de styles musicaux forts différents du progressif - à l'exception de Robert Fripp -, dont les guitaristes Dick Wagner et Steve Hunter et le bassiste Tony Levin qui deviendra un membre régulier de son groupe solo. Ces trois musiciens ainsi que le producteur ont tous joué sur Berlin de Lou Reed ainsi que sur trois albums d'Alice Cooper, soit Welcome to My Nightmare, Goes to Hell et Lace and Whiskey. On retrouve aussi le claviériste Josef Chirovski, le batteur Allan Schwartzberg ainsi que le percussionniste Jim Maelen. Cet album contient le premier succès solo du chanteur, Solsbury Hill, une chanson autobiographique relative à son état d'esprit au moment de son départ de Genesis. 
Cet album atteint la 7e place dans les charts britanniques et fut certifié disque d'or au Royaume-Uni. Solsbury Hill et Here Comes the Flood sont incluses sur ses deux albums compilations, Shaking the Tree en 1990 et Hit/Miss en 2003. Here Comes the Flood s'y retrouve dans une version réenregistrée où Gabriel s'accompagne uniquement au piano. On retrouve aussi une version similaire sur le premier album solo de Robert Fripp, Exposure en 1979. 
Les quatre premiers albums studio de Gabriel ne possèdent pas de titre, celui-ci est communément appelé Car (« voiture »), en référence à la pochette, une photo en noir et blanc de l'artiste, endormi dans une voiture colorisée en bleu. La voiture étant une Lancia Flavia qui appartenait à Storm Thorgerson, le designer qui réalisa la pochette et un des fondateurs du collectif de graphisme Hipgnosis.
En France, l'album a reçu le prix de l'Académie Charles-Cros et s'est vendu à 219 000 exemplaires.
L'album fait également partie de la liste des 1001 albums qu'il faut avoir écoutés dans sa vie.

## Liste des chansons
- Tous les titres sont signés par Peter Gabriel sauf indication.

Face 1
1. Moribund the Burgermeister - 4:20
2. Solsbury Hill - 4:21
3. Modern Love - 3:38
4. Excuse Me (Peter Gabriel / Martin Hall) - 3:20
5. Humdrum - 3:25

Face 2
1. Slowburn - 4:36
2. Waiting for the Big One - 7:15
3. Down the Dolce Vita - 5:05
4. Here Comes the Flood - 5:38

## Musiciens
- Peter Gabriel: chant, claviers, flûte traversière, flûte à bec
- Jozef Chirowski: claviers
- Larry Fast: synthétiseur, programmation
- Robert Fripp: guitare électrique, Guitare classique, banjo sur Excuse me
- Steve Hunter: guitare acoustique sur Solsbury Hill, Guitare solo sur Slowburn et Waiting for the Big One, guitare rythmique, guitare pedal steel
- Dick Wagner: guitare électrique sur Here comes the flood, chœurs
- Tony Levin: basse, tuba, leader du Barbershop Quartet sur Excuse me
- Allan Schwartzberg: batterie
- Jimmy Maelen: percussions
- Orchestre symphonique de Londres : sur Down the Dolce Vita and Here Comes the Flood.
- Michael Gibbs : arrangements de l'orchestration et direction de l'orchestre

## Charts et certifications
| Pays             | Durée du classement | Meilleur classement |
| ---------------- | ------------------- | ------------------- |
| Allemagne        | 31 semaines         | 9e                  |
| Autriche         | 12 semaines         | 10e                 |
| Canada           | 14 semaines         | 30e                 |
| États-Unis       | 17 semaines         | 38e                 |
| France           | 48 semaines         | 5e                  |
| Italie           | -                   | 9e                  |
| Norvège          | 17 semaines         | 5e                  |
| Nouvelle-Zélande | 3 semaines          | 38e                 |
| Pays-Bas         | 14 semaines         | 9e                  |
| Royaume-Uni      | 19 semaines         | 7e                  |
| Suède            | 23 semaines         | 8e                  |
| Suisse           | 15 semaines         | 4e                  |

| Pays        | Certification | Ventes    | Date       |
| ----------- | ------------- | --------- | ---------- |
| Allemagne   | Or            | 250 000 + | 2008       |
| France      | Or            | 100 000 + | 1978       |
| Royaume-Uni | Or            | 100 000 + | 13/06/1979 |

### Charts singles
| Date | Single        | Chart                 | durée du classement | Position |
| ---- | ------------- | --------------------- | ------------------- | -------- |
| 1977 | Solsbury Hill | Single Top 100        | 18 semaines         | 16e      |
| 1977 | Solsbury Hill | Belgique (V) Ultratop | 6 semaines          | 17e      |
| 1977 | Solsbury Hill | (W) Ultratop          | 6 semaines          | 28e      |
| 1977 | Solsbury Hill | RPM Top Singles       | 2 semaines          | 92e      |
| 1977 | Solsbury Hill | Top 100               | 11 semaines         | 58e      |
| 1977 | Solsbury Hill | Mega Top 50           | 14 semaines         | 13e      |
| 1977 | Solsbury Hill | Hot 100               | 8 semaines          | 68e      |